# Mitsuyuki Yoshihiro
Mitsuyuki Yoshihiro (jap. 吉弘 充志 Yoshihiro Mitsuyuki; ur. 4 maja 1985) – japoński piłkarz. Obecnie występuje w FC Maruyasu Okazaki.

## Kariera klubowa
Od 2004 roku występował w klubach Sanfrecce Hiroszima, Consadole Sapporo, Ehime FC, Tokyo Verdy, FC Machida Zelvia, Renofa Yamaguchi FC, MIO Biwako Shiga i FC Maruyasu Okazaki.

## Kariera reprezentacyjna
W 2005 roku Mitsuyuki Yoshihiro zagrał na Mistrzostwach Świata U-20.